# Strażnica WOP Jarosławiec
Strażnica Wojsk Ochrony Pogranicza Rutzenhagen/Słupsk/Jarosławiec – zlikwidowany podstawowy pododdział graniczny Wojsk Ochrony Pogranicza pełniący służbę graniczną na granicy morskiej.

Strażnica Straży Granicznej w Jarosławcu – zlikwidowana graniczna jednostka organizacyjna Straży Granicznej realizująca zadania bezpośrednio w ochronie granicy państwowej.

## Formowanie i zmiany organizacyjne

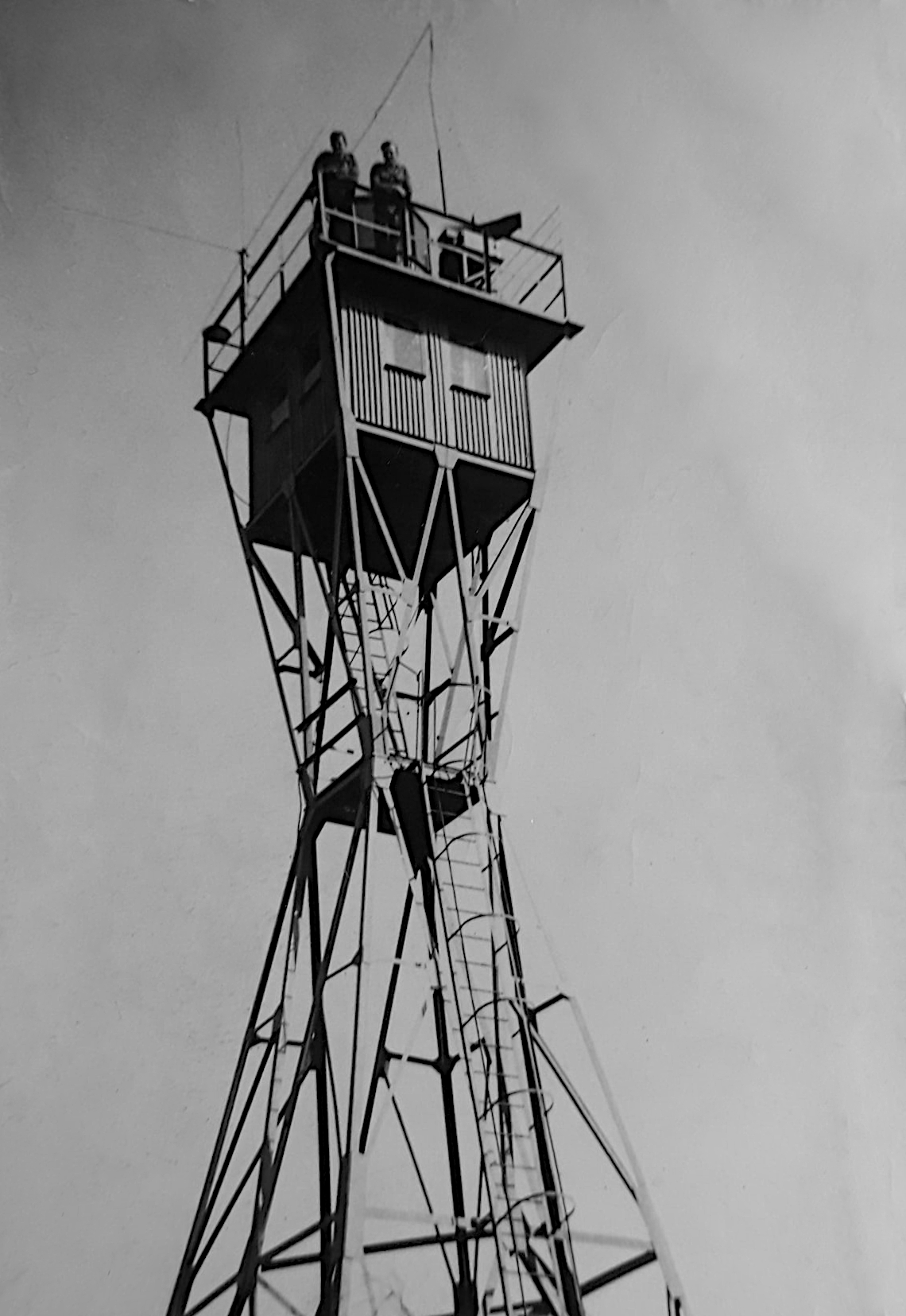
Żołnierze WOP na POWT–27. Pierwsza wieża strażnicy WOP Jarosławiec na styku ze strażnicą WOP Darłowo (1972)

Strażnica została sformowana w 1945 w strukturze 18 komendy odcinka Słupsk jako 86 strażnica WOP (Rutzenhagen) o stanie 56 żołnierzy. Kierownictwo strażnicy stanowili: komendant strażnicy, zastępca komendanta do spraw polityczno-wychowawczych i zastępca do spraw zwiadu. Strażnica składała się z dwóch drużyn strzeleckich, drużyny fizylierów, drużyny łączności i gospodarczej. Etat przewidywał także instruktora do tresury psów służbowych oraz instruktora sanitarnego. Sformowane strażnice morskiego oddziału OP nie przystąpiły bezpośrednio do objęcia ochrony granicy morskiej. Odcinek dawnej granicy polsko-niemieckiej sprzed 1939 roku od Piaśnicy, aż do lewego styku z 4 Oddziałem OP ochraniany był przez radziecką straż graniczną wydzieloną ze składu wojsk marszałka Rokossowskiego. Pozostały odcinek granicy od rzeki Piaśnica, aż po granicę z ZSRR zabezpieczała Morska Milicja Obywatelska.
W związku z reorganizacją oddziałów WOP, 24 kwietnia 1948 86 strażnica OP Jarosławiec (Jershof) została włączona w struktury 24 batalionu Ochrony Pogranicza, a 1 stycznia 1951 153 batalionu WOP w Ustce.
W 1952 podlegała dowódcy 153 batalionu WOP i stacjonowała w Jarosławcu.
Od 15 marca 1954 wprowadzono nową numerację strażnic. Strażnica WOP Jarosławiec I kategorii otrzymała numer 83 w skali kraju .
W 1955 dowódca WOP rozkazał przejść 15 Brygadzie WOP na etat ćwiczebny. Rozwiązane zostały dowództwa i sztaby batalionów. 15 listopada 1955 kierowanie strażnicą WOP Jarosławiec przejął sztab 15 Brygady WOP.
W 1956 rozpoczęto numerowanie strażnic na poziomie brygady. Strażnica WOP Jarosławiec I kategorii była 10. w 15 Brygadzie Wojsk Ochrony Pogranicza.
W 1958 odtworzono dowództwo 152 batalionu WOP w Koszalinie i podporządkowano mu strażnicę WOP Jarosławiec. W 1960, po kolejnej zmianie numeracji, strażnica posiadała numer 8 i zakwalifikowana była do kategorii III w 15 Bałtyckiej Brygadzie WOP . Rozkazem organizacyjnym dowódcy WOP nr 0148 z 2 września 1963 przeformowano strażnicę lądową kategorii III Jarosławiec na strażnicę WOP nadmorską kategorii II. W 1964 Strażnica WOP Jarosławiec miała nr 8 w skali brygady.
Strażnica WOP Jarosławiec do marca 1990 była w strukturach Bałtyckiej Brygady Wojsk Ochrony Pogranicza, a od kwietnia utworzono Bałtyckiego Oddziału Wojsk Ochrony Pogranicza, do 15 maja 1991.
Straż Graniczna:
16 maja 1991, po rozwiązaniu Wojsk Ochrony Pogranicza, strażnica Jarosławiec weszła w podporządkowanie Bałtyckiego Oddziału Straży Granicznej i przyjęła nazwę Strażnica Straży Granicznej w Jarosławcu (Strażnica SG w Jarosławcu).
Zarządzeniem nr 017 z 12 marca 1992 komendant główny Straży Granicznej rozformował Bałtycki Oddział Straży Granicznej, przekazując w podporządkowanie Morskiemu Oddziałowi SG ochraniany dotychczas odcinek granicy państwowej na środkowym wybrzeżu od Łeby do Dźwirzyna.

## Ochrona granicy
Dopiero w kwietniu 1946 86 strażnica WOP Rusinów zaczęła przyjmować pod ochronę wybrzeże morskie. W czerwcu pełniła już służbę na swoim odcinku.
W 1954 na odcinku strażnicy funkcjonowały punkty kontroli ruchu rybackiego (PKRR), w których kontrolę graniczną i celną osób, towarów oraz środków transportu wykonywała załoga strażnicy:
- PKRR Jarosławiec
- PKRR Wicie.

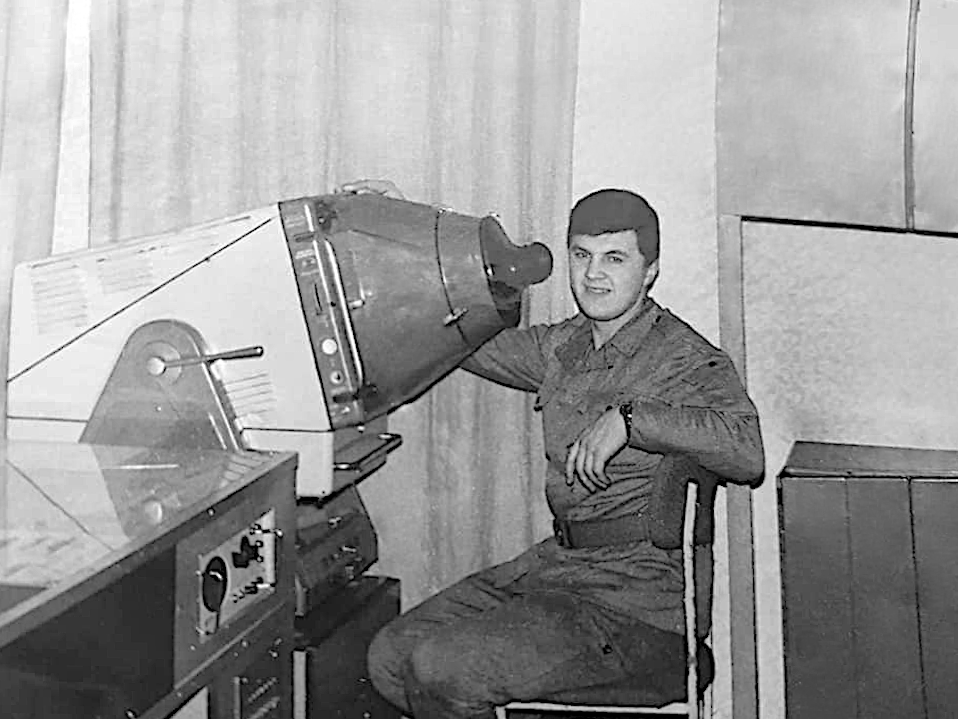
Żołnierz WOP na stanowisku SB-1 POWT przy aparaturze r./lok., bliski dozór (1983)

W roku 1958 wprowadzono do ochrony granicy lornety dalekiego zasięgu o 40-krotnym powiększeniu i na całym wybrzeżu powstało wówczas kilkadziesiąt puntów obserwacyjnych umieszczonych na wieżach drewnianych, które przystosowano do tego celu. Umożliwiło to objęcie obserwacją od świtu do nocy obszaru wód terytorialnych wzdłuż całego wybrzeża. Zorganizowano przy tym
sprawnie działający system informacji o wykrytych celach, funkcjonujący zarówno między punktami obserwacyjnymi i strażnicami, jak i sztabami brygad.
W pierwszej połowie lat 60. POWT WOP posiadały na swoim wyposażeniu stacje r./lok. polskiej konstrukcji (początkowo t. RO–231 a następnie RN–231), a także lunety i środki łączności przewodowej. Na odcinku od Dziwnowa do Ustki wieże obserwacyjne były konstrukcji stalowej.W latach 1963–1964 w punktach obserwacyjnych znalazły się lunety dalekiego zasięgu, radiotelefony, stoły dyspozytorskie i inne urządzenia techniczne.

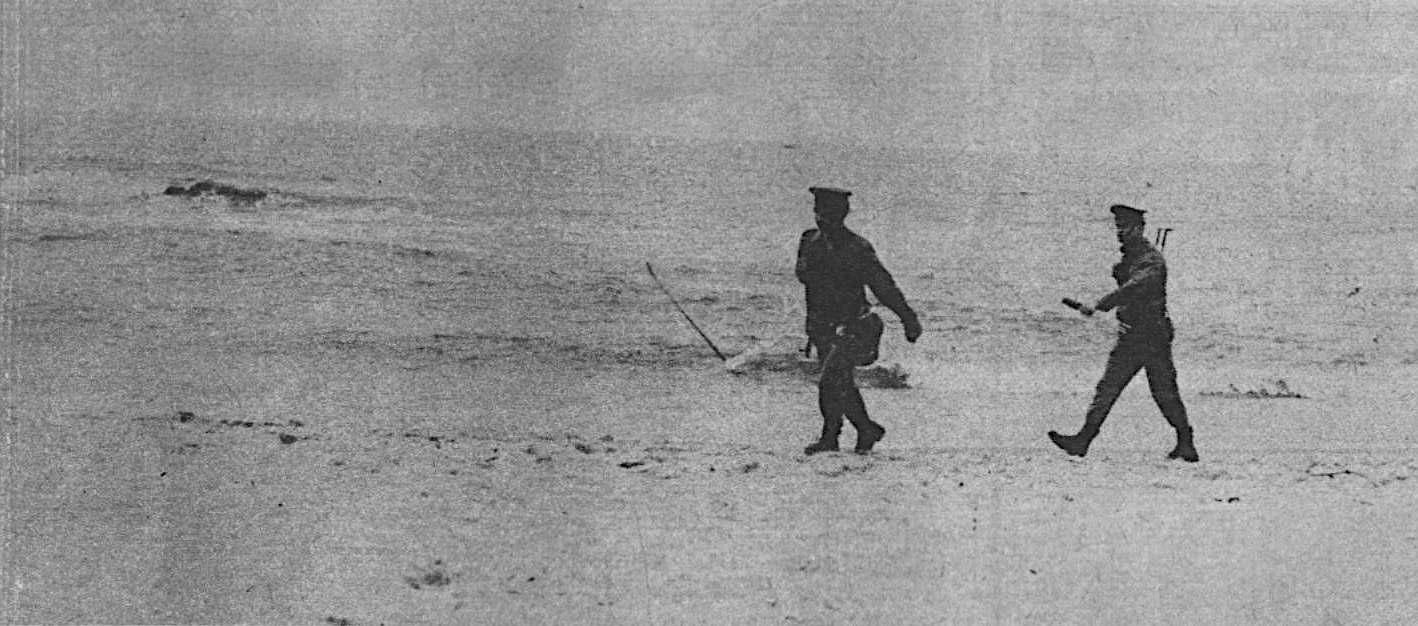
Żołnierze WOP na patrolu wzdłuż plaży (1987)

Strażnica WOP Jarosławiec w 1969 miała na swoim odcinku 4 POWT WOP wykorzystywane do ochrony granicy państwowej.
Wykaz punktów obserwacji wzrokowo-technicznej na odcinku strażnicy WOP Jarosławiec wg stanu z 1990:
- POWT nr 28 Kopań (bliski dozór – 4 Mm)[g]
- POWT nr 29 Rusinowo (bliski dozór – 4 Mm)
- POWT nr 30 Wicko Morskie (bliski/daleki dozór – 16 Mm)[h]
- POWT nr 31 rej. Ustki (bliski dozór – 4 Mm).

Strażnica WOP Jarosławiec ochraniała odcinek granicy państwowej o długości ponad 20 km.
Linia rozgraniczenia z:
- Strażnicą WOP Darłowo: przebiegała wzdłuż suchego zwykle kanału łączącego jezioro Kopań z Morzem Bałtyckim, ...
- Strażnicą WOP Ustka: przebiegała wzdłuż strumienia Potynia uchodzącego do Morza Bałtyckiego, ...

## Wydarzenia
- 1976 – wycofano z granicy rowery, zastępując je motocyklami małolitrażowymi; WSK-175 dla kadry i WSK-125 dla żołnierzy służby zasadniczej (5–13 motocykli w zależności od obsady i na jakiej granicy). Wyposażone w łączność radiową motocykle stały się podstawowym środkiem transportu w służbie patrolowej i rozpoznawczej[21].
- 13 grudnia 1981–22 lipca 1983 – (stan wojenny w Polsce), normę służby granicznej dla żołnierzy podwyższono z 8 do 12 godzin na dobę. Patrole wysyłane w teren zostały wzmocnione. Wyeliminowano służby składające się z jednego żołnierza. Ścisłą kontrolą objęto całą strefę nadgraniczną, a ruch w strefie nadgranicznej został znacznie ograniczony. W stan gotowości były postawione wszystkie pododdziały odwodowe. Wzmocniono kontrolę ruchu jednostek pływających. Mimo utrudnionych warunków nie zaprzestano współpracy z ludnością pogranicza[22].

## Strażnice sąsiednie
- 85 strażnica WOP Darłowo ⇔ 87 strażnica WOP Mudel – 1946
- 85 strażnica OP Darłowo ⇔ 87 strażnica OP Modła – 1949
- 82 strażnica WOP Darłowo ⇔ 84 strażnica WOP Ustka − 15.03.1954
- 9 strażnica WOP Darłowo I kat. ⇔ 11 strażnica WOP Ustka I kat. − 1956
- 9 strażnica WOP Darłowo III kat. ⇔ 7 strażnica WOP Ustka III kat. − 1.01.1960
- 9 strażnica WOP Darłowo nadmorska II kat. ⇔ 7 strażnica WOP Ustka nadmorska II kat. − 1.01.1964

Straż Graniczna:
- Strażnica SG w Darłowie ⇔ Strażnica SG w Ustce − 16.05.1991[15].

## Komendanci/dowódcy strażnicy
- por. Mieczysław Adamowicz (był w 10.1946)[i]
- por. Tadeusz Frydrych
- por. Bogdan Materka (był w 1981–09.1984)
- por. Wiesław Mrugała (do 07.1988)
- ppor. Henryk Korżel (07.1988–03.1989)[j]
- ppor. Kazimierz Kowalski (od 03.1989)

Komendanci strażnicy SG:
- por. SG Waldemar Dobrzycki (był w 1991)[23]
- kpt. SG Morawski (do 1992)
- por. SG Marek Jarzębski.